# Paspalum fimbriatum
Paspalum fimbriatum är en gräsart som beskrevs av Carl Sigismund Kunth. Paspalum fimbriatum ingår i släktet tvillinghirser, och familjen gräs. Inga underarter finns listade i Catalogue of Life.

## Bildgalleri

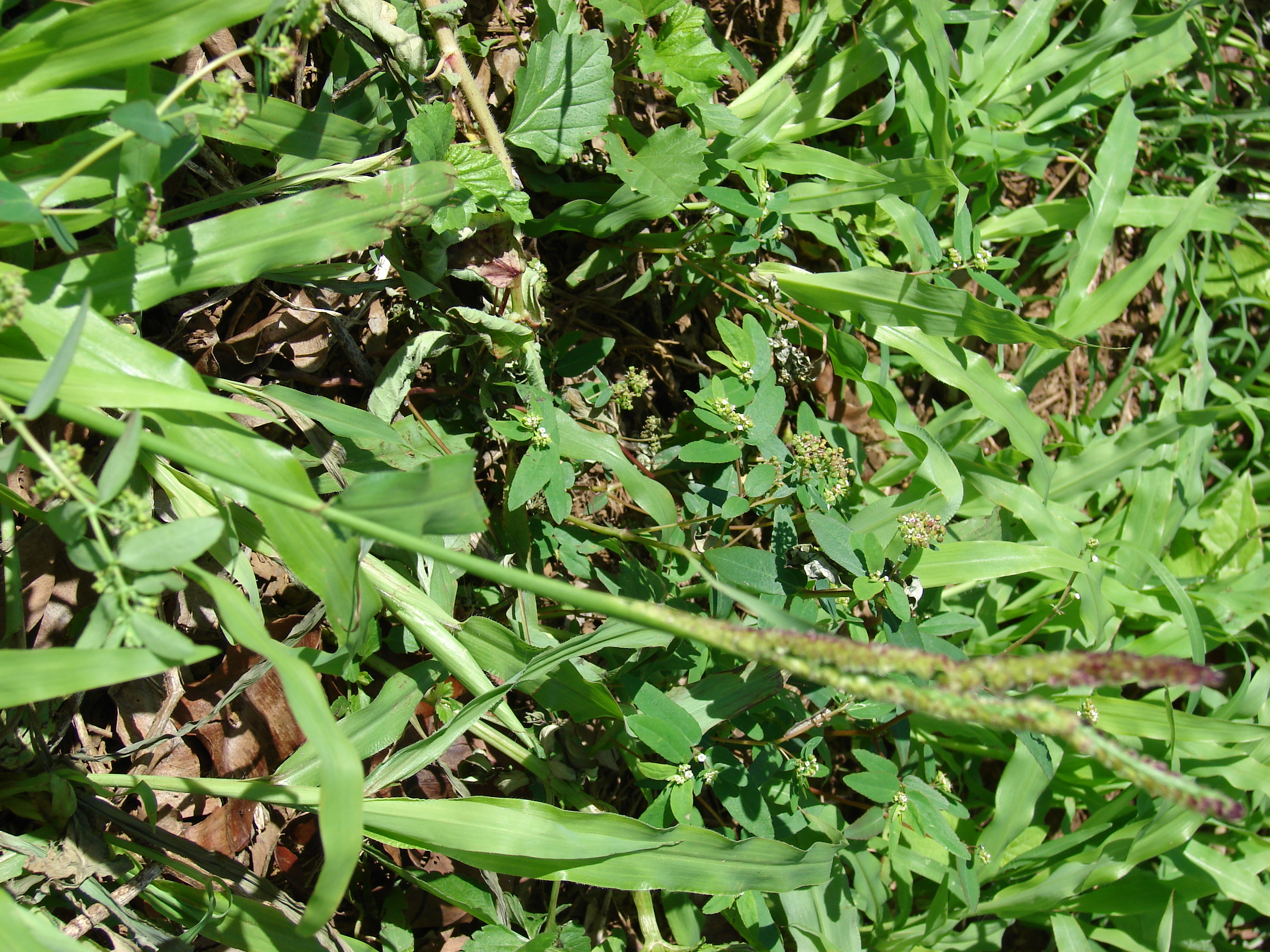
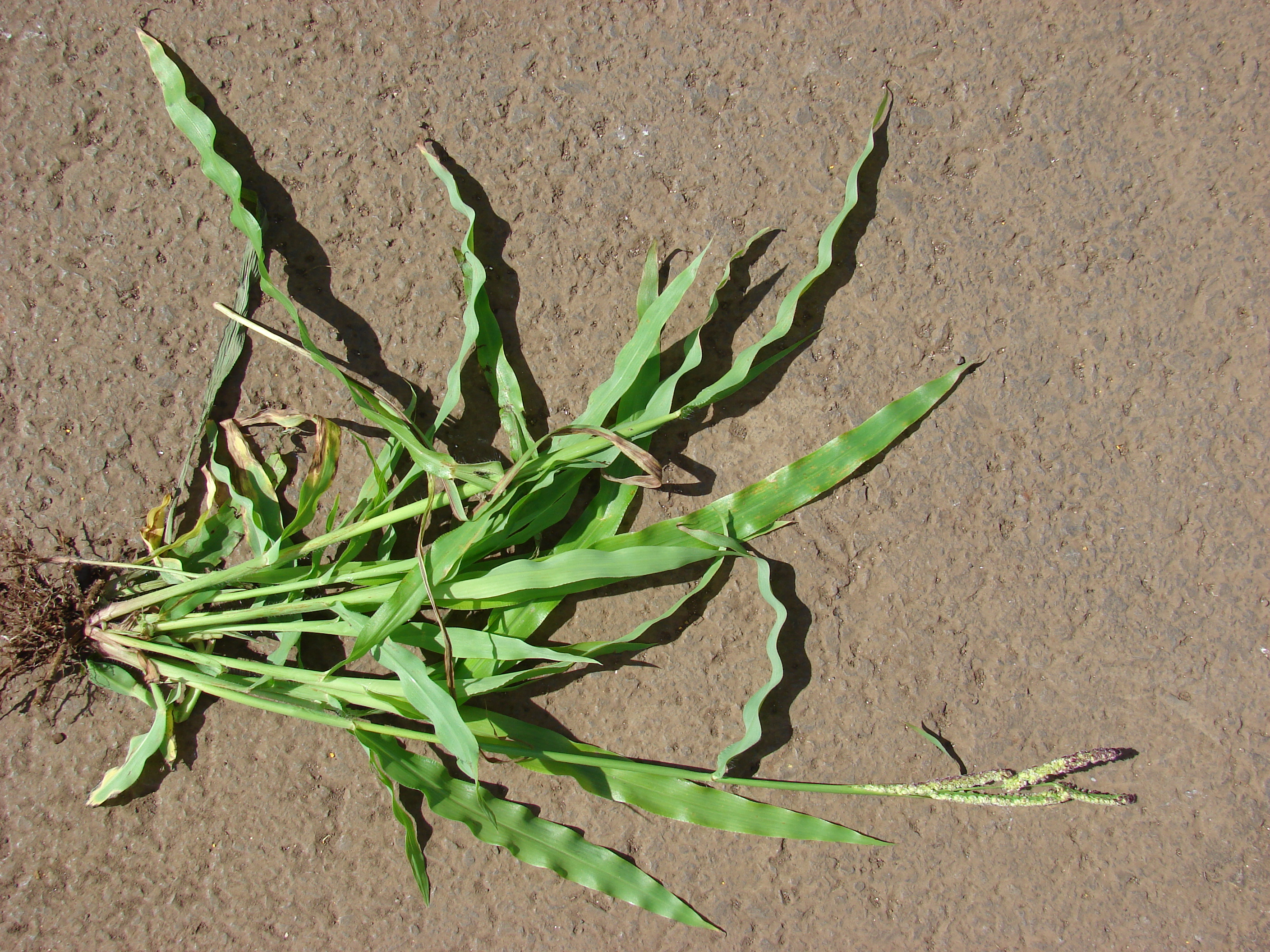
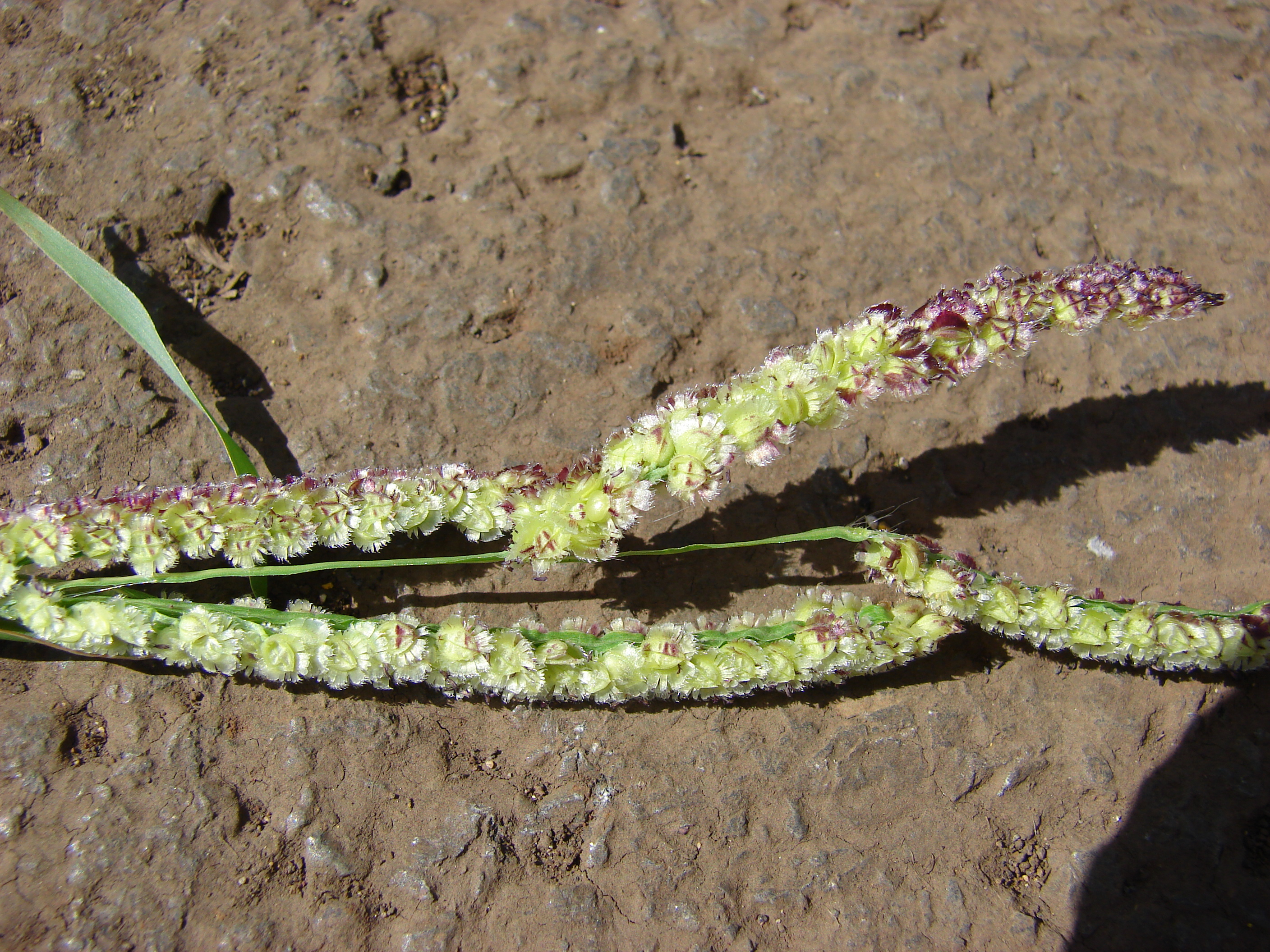
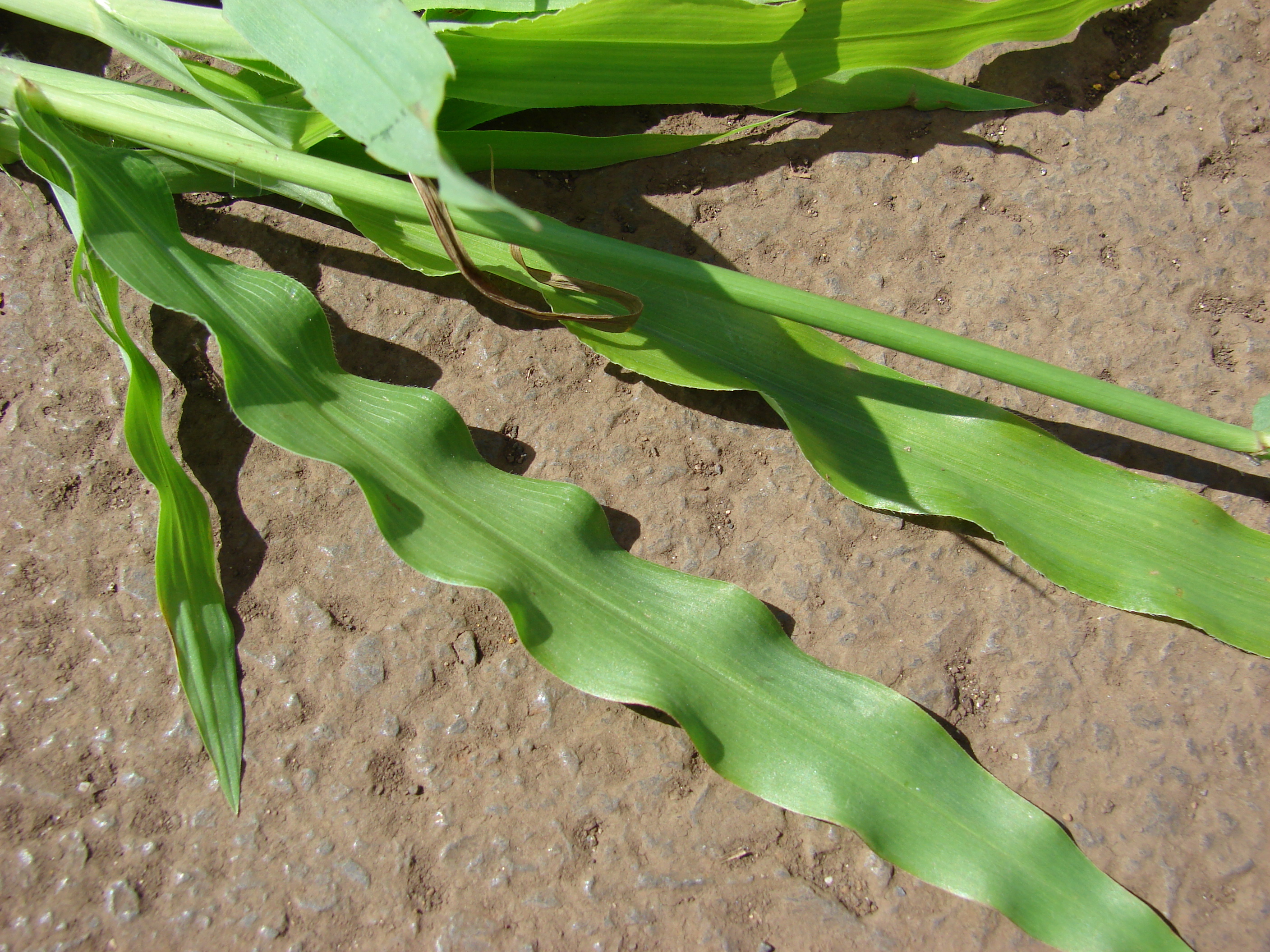